# جان اوگر دیکسون
جان اوگر دیکسون (به انگلیسی: John Auger Dixon) بازیکن کریکت و فوتبال زادهٔ ۲۷ مه ۱۸۶۱ اهل کشور انگلستان بود که سابقهٔ بازی در تیم ملی فوتبال انگلستان را در کارنامهٔ خود دارد. وی در تاریخ ۱۴ مارس ۱۸۸۵ تنها بازی ملی خود را در مقابل تیم ملی فوتبال ولز انجام داد.